# Matke
Matke – wieś w Słowenii, w gminie Prebold. W 2018 roku liczyła 349 mieszkańców.